# Năm mươi sắc thái – Tự do
Năm mươi sắc thái – Tự do, hoặc 50 sắc thái – Tự do (tên gốc tiếng Anh: Fifty Shades Freed) là phần thứ ba của bộ truyện khiêu dâm lãng mạn Năm mươi sắc thái của tác giả người Anh E. L. James. 

## Nội dung
Sau khi chấp nhận đề nghị của nhà doanh nghiệp Christen Grey trong Năm mươi sắc thái – Đen, Anastasia Steele không những phải điều chỉnh cuộc sống hôn nhân của cô mà còn phải chống chọi với cuộc sống giàu có và người chồng mới gia trưởng của cô.
Các ấn bản bìa mềm của truyện này đã được xuất bản lần đầu vào tháng 4 năm 2012.

## Phát hành
Bộ sách có 37 quốc gia mua bản quyền và đã tiêu thụ khoảng 70 triệu bản trên toàn cầu. Ở Việt Nam, số lượng in cho lần xuất bản đầu tiên của 50 sắc thái là 15.000 bản mỗi tập, và sau 3 tháng phát hành đã tái bản, với số lượng in là mỗi tập 10.000 bản.
Tại Việt Nam, cuốn sách này đã được công ty Alpha Books hoàn thành việc mua bản quyền vào tháng 1 năm 2013. 50 Sắc thái được Alpha Books xuất bản ở Việt Nam dưới hai hình thức là truyện giấy và Ebook. Số lượng độc giả đọc Ebook đã vượt quá 5 triệu lượt đọc vào tháng 11/2014. 